# 血色海灣
《血色海灣》，是一部拍攝於2009年的紀錄片，由路易·西霍尤斯執導。本片從一個海洋生態保護者的角度，记述日本和歌山縣東牟婁郡太地町當地的漁民於每年太地海豚驅獵捕殺海豚的經過。本片呼籲停止大規模獵殺海豚，改變日本漁民的習慣，並告訴公眾海豚肉中的高水銀含量帶來的危險。该片声称太地町每年捕杀数为約23000隻，這個數量約是過去日本每年捕殺南極地區鯨魚總數的多倍，並差不多等於全日本捕殺海豚的總量。本片強調日本的捕鯨業殘忍和不必要。隨季節遷徙的海豚每年游經過太地町，漁民先將他們驅趕到當地一處隱密的海灣，用大漁網困住，最後從小船上拿長矛和利刃將他們捕殺。根據日本農林水産省最新公佈的資料，2007年中，太地町捕殺的鯨豚數量是1569隻，全日本捕殺的鯨豚共是13080隻，其中只有1239隻鯨豚是以驅獵方式，也就是將海豚驅趕到環繞地形圍困的方式所捕捉。本片導演，前國家地理雜誌攝影師路易·西霍尤斯，在2007年為了拍攝本片，使用了水下麥克風，並將高像素攝影機偽裝成石頭進行暗中拍攝。
本片於2009年1月榮獲第二十五屆美國日舞影展最佳觀眾票選獎，參選電影共有879部片。此外，《血色海灣》还获得了2010年第82屆奧斯卡金像獎最佳紀錄片。

## 大綱
本片紀錄瑞克·歐貝瑞（Ric O'Barry）前往日本太地町，嘗試揭露當地獵殺海豚的過程，為此歐貝瑞打造了一個秘密團隊。
歐貝瑞在1960年代從野外捕捉了5隻海豚，經過訓練，拍攝了一套以海豚為主角的電視劇《海豚寶貝》。該電視劇迅速走紅，興起廣大民眾對海豚的喜愛。但名利雙收的歐貝瑞沒有高興太久，因為五隻海豚中的凱西有一天死在他的懷裡。歐貝瑞認為凱西是自殺的，海豚的呼吸是有意識行為，因為不愿再承受被囚禁的巨大壓力，凱西選擇停止呼吸而死。瑞克·歐貝瑞因為凱西的自殺事件而驚醒，放棄了工作，開始為海豚的生存權奔走世界各地。
西霍尤斯與歐貝瑞會面後，他們的團隊開始在太地町展開行動。太地町位在鯨豚每年洄游的路徑上，積極發展鯨豚觀光，但實際上，在太地町某處貼滿禁止進入告示，以鐵絲網包圍的隱密海灣，每到夜晚，漁民就以海豚追獵法殘殺海豚便上演著對海豚的屠殺，海水一片血紅，但此事一直被市民隱瞞。漁民西霍尤斯和歐貝瑞組成的秘密小組為了揭露此事，制定了周詳的計畫，目的要讓在日本被屠殺的海豚受到世界關注。
影片直指鯨豚業市場背後的利益來源，主要是買賣海豚帶來的鉅額收益。世界各地海洋公園對雌性寬吻海豚的需求促使漁民賣掉牠們，並將其餘海豚做成肉品，即使海豚肉被驗出含有過量的汞。根據影片中的證據，日本當地政府有份參與隱瞞此事，連日本公眾對獵殺的情況和市場上的海豚肉來源都不清楚。本片並訪問了二位當地議員，他們提倡停止在學校午餐中供應海豚肉。此外，影片中指日本政府在国际捕鲸委员会中意圖向貧窮國家買票。當多米尼克退出委員會之際，柬埔寨，厄瓜多爾，厄立特里亞，幾內亞比紹，基里巴斯，老撾，馬紹爾群島共和國已被收買。
對小灣的拍攝計劃受到當地警察和政府的阻止，他們公然恐嚇、嘲笑和意圖激怒攝製隊。事實上，所有到訪太地町的外國人都受到當地警方的跟蹤和盤問。海洋保護協會的成員和攝製隊於是運用特殊的技術祕密地拍攝小灣內的情況。
在片中末段，歐貝瑞闖進国际捕鲸委员会的發佈會中展示他收集到的海豚被殺證據，直至他被帶離會場。

## 拍攝過程

和歌山县的位置

拍攝團隊遇到的最大困難，主要是海灣被嚴密把關，難以接近，尤其在捕殺時期更是如此。為了取得關鍵性鏡頭，他們找來電影特效公司KernerFX（前工業光魔），把高像素攝影機藏在偽裝的石頭裡。據導演路易·西霍尤斯說，由於偽裝做的太好，去回收攝影機時差點找不到。
本片的拍攝一開始傾向和太地町合作，但當地政府不願意配合。導演西霍尤斯經嘗試和政府交涉取得合法拍攝權：
|  | 歐貝瑞帶我看過全鎮後，我打電話給太地町的市長和漁業工會，一方面希望取得他們的同意，一方面希望拍攝能合法進行。結果我發現我在自找苦吃：警察24小時跟監我，沒人願意和我合作。獵捕海豚的利潤太大了，任何可能危害這份利潤的事情他們都會想辦法阻止。市長和我說，如果我太靠近海灣，或者接近獵捕海豚的地方，可能會受傷或是有生命危險。 |

## 演员
- 瑞克·欧贝瑞
- Scott Baker[11]
- Joe Chisholm

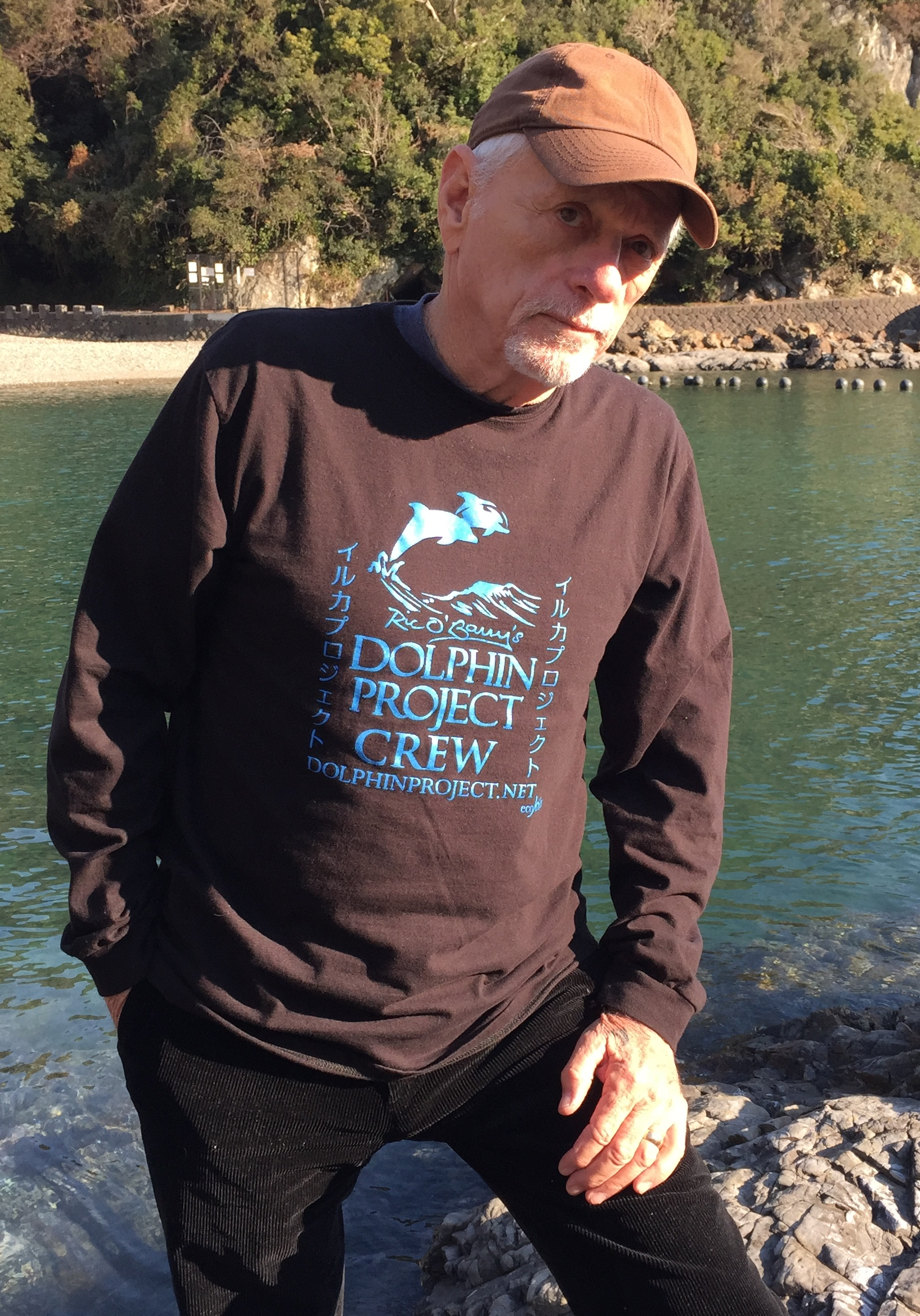
位于日本太地町的瑞克·欧贝瑞，2014年

- Mandy-Rae Cruickshank
- Charles Hambleton
- Simon Hutchins
- Kirk Krack
- 伊莎贝尔·卢卡斯
- Roger Payne
- John Potter
- 路易·皮斯霍斯
- Dave Rastovich
- Paul Watson
- 希丹·彭尼蒂亞

## 迴響和後續
本片獲得廣大正面迴響。《紐約時報》影評Jeannette Catsoulis評價本片「具備諜報片的驚悚，是獨一無二的紀錄片」，以及「史上最大膽的環境保護行動之一」。其他評論家也注意到本片出色的諜報特徵。《時代雜誌》記者Mary Pols讚賞本片「相較之下，《不可能的任務》這種好萊塢電影跟小孩子扮家家酒沒兩樣」。《基督教科學箴言報》記者Peter Rainer則稱本片是「真實諜報電影的崛起」。影評網站爛番茄打出了94%的好評，基於125條評論，只有9條評論反對，持有8/10的平均分，代表性評價「雖然是單方面的紀錄觀點，本片在揭露日本屠殺海豚此事上，依然展現出完美的精準和懸疑度」。以大眾口味為基準的電影網站Metacritic綜合26篇評論後，本片獲得82分的高分。
《衛報》電影版部落格（The Guardian Film Blog）上，David Cox對本片做出後續引發不少非議的負面評價：
|  | 為什麼我們要付錢買想法？因為我們喜歡。就算我們想看狗血宣傳，狗血宣傳也可能拍得一級棒。血色海灣輕易達到好看的標準。本片的教義傳達十分成功，也叫人困惑。如果貪婪的企業和無休止的碳排放在威脅人類生存發展上已經夠叫人頭痛，我不懂為何還要花心思去管一群鯨豚類的死活。本片的發言人根本沒搞懂，就像他說過的，西方人吃牛，東方人吃海豚，有何差別？ |

電影線條（Movie Line）的Michelle Orange評論：   
「我們該相信多少這種電影（指本片）？作為宣傳手法，本片非常出色；但就一個深層、複雜，需要深思的良心議題來說，本片精心刻意的雕琢以及過度的激情都指出：買者當心！」
英國雜誌Spiked的記者Brendan O'Neill則碰觸了本片較少人討論的種族議題：   
「本片將日本人塑造成一群被抑制的、無法明辨是非的種族：螢幕上，雜沓的日本民眾在五光十射的城市中心流動，這些人的移動、上下班，被簡化成無意義的機器運轉。影片告訴我們：日本人相信，冒出頭的釘子會被打平，換句話說，日本文化是沒有思想的集體工廠。在過去，老派美國種族主義者視日本人為老鼠，而現在，新的反主流文化美國人卻將日本人看作商界無意義之競爭中的成員。太地町的漁夫（抱歉，我該說那群拿長矛屠殺海豚的瘋子）在此片被描繪成最壞的一班人。本片把他們去人化的程度令人擔憂。」
本片亦在2009年東京國際電影節中亮相。雖然是附加展出，沒有列在官方電影手冊參展片中，血色海灣的票仍然一早就被搶購一空。
本片在澳洲上映後，布隆姆郡（Broome）的郡議員於2009年8月一致通過斷絕他們和太地町的姊妹市關係，除非太地町終止對海豚的屠殺，但該郡於同年10月將決定推翻。
日本海豚獵捕季節每年9月1日開始。受到本片帶來的群眾壓力，2009年的獵捕季節延後到9月9日。當天捕獲的海豚中，除部份販售給觀光產業外，其餘70頭瓶鼻鯨都被放回海洋。但在同一天，另外有50頭鯨魚被盜捕宰殺，送往漁業市場販售。雖然日本的捕殺政策仍不明朗，本影片對日本的鯨豚獵捕業已帶來一定的衝擊。
2010年预定在日本上映，但是由於右翼团体的反对，三家戏院已决定放弃上映。剩下的23家戏院会播出，但日期未定。至今《海豚湾》只在2009年11月的东京影展上播放，不过原先也遭到拒绝。对此，数十名日本知识分子、记者及电影导演发表声明，以言论自由为原则，反对禁止播映《海豚湾》，并支持沦为威胁对象的戏院与民众。2010年6月18日，日本影片分享网站NICONICO动画则进行了线上首映。
2010年7月6日，北海道医大的远藤哲也副教授（他在本片中指出海豚肉受水银污染）以在隐瞒影片主题的前提下采访为名义，提出了1100万日元的名誉损失诉讼。太地町的三軒一高町長在电話采访中说「电影并不是基于事实，虽然人有创作的自由，但是却完全不顾渔民的人权，对于上映实在是遗憾。」
水产庁漁業資源課課長補佐諸貫秀樹（经查证并未如片中所说一样地被解雇）谈到此片时称「从片中能感到抹杀一切与自己不合意见的恶意。」
法国电影评论网Allo Cine上有人留言提出「用偷拍的手法拍出的是纪录片吗？」、「非洲的饥民等等，值得向世界呼吁的话题多的是，这影片只是在以海豚的可爱为卖点而已。」
2011年2月28日前後，该片导演路易·西霍尤斯在海洋保护团体的协助下，向該町内约1400户人家、町政府、渔业协会寄送了電影的DVD。西霍尤斯表示“全世界数百万人从太地町得到的教训希望也能让当地的居民们知道。DVD是给太地町居民的一封‘情书’。”
爛番茄在2022年9月整理「有史以來最受好評的100部紀錄片」名單，本片排名第38名。其後爛番茄在2023年4月將本片列入該站整理的「100部有史以來最佳自然紀錄片」名冊，在該榜單位居第18名。

## 得獎紀錄
《血色海灣》在11個電影節中囊括14項大獎：
- The Audience Award, 2009年日舞影展
- The Audience Award, Hot Docs Film Festival 2009
- Golden Space Needle, 2009年西雅圖國際影展
- Best Feature Documentary, Galway, Ireland Film Festival 2009
- Audience Award, Silver Docs Film Festival 2009
- Audience Award, 2009年雪梨影展
- Best Theatrical, 2009年藍色海洋影展
- Best in Festival, 2009年藍色海洋影展
- Truly Moving Picture, Heartland Film Festival 2009
- Audience Award, Maui Film Festival 2009
- Best Feature Film, Nantucket Film Festival 2009
- Best Storytelling, Nantucket Film Festival 2009
- Winner, Newport Beach Film Festival 2009
- Jury Award, Traverse City Film Festival 2009
- 2009年12月3日被國家電影評論協會（National Board of Review）评为最佳纪录片[37]
- Best Documentary Feature, 2010年第82屆奧斯卡金像獎

## 另見
- 日本捕鯨業

## 外部連結
- 33°35′55.92″N 135°56′46.86″E / 33.5988667°N 135.9463500°E
- 官方网站
- 電影英國官網
- 電影法國官網
- 電影澳洲官網
- TakePart.com/thecove （页面存档备份，存于）
- 互联网电影数据库（IMDb）上《血色海灣》的资料（英文）
- 爛番茄上《血色海灣》的資料（英文）
- Metacritic上《血色海灣》的資料（英文）
- Box Office Mojo上《血色海灣》的資料（英文）
- 《紐約時報》影評 （页面存档备份，存于）
- 《芝加哥太陽報》罗杰·埃伯特撰寫的影評 （页面存档备份，存于）
- 《荷里活報道》 Justin Lowe撰寫的影評
- The Cove: Learn More （页面存档备份，存于）